# Munjan
Munjan is een bestuurslaag in het regentschap Kepulauan Anambas van de provincie Riau-archipel, Indonesië. Munjan telt 729 inwoners (volkstelling 2010).